# ながしま超助
ながしま 超助（ながしま ちょうすけ、1970年 - ） は、日本の漫画家、イラストレーター。

## 来歴
気仙沼市の寿司店の跡取りに生まれる。気仙沼中学校、宮城県気仙沼高等学校を経て、早稲田大学卒業。
大学卒業後は編集プロダクション、双葉社でのアルバイトを経て、漫画家としてデビュー。その時の作品が『メンズヤング』に採用されており、後にお色気路線の漫画で人気を博している。
2000年にリニューアルされた双葉社の漫画週刊誌『WEEKLY漫画アクション』に連載の「ぷるるんゼミナール」を機に、商業漫画家として本格的なデビューを果たしている。

## 人物
子どもの頃から漫画家を志しており、大学生時代には漫画サークルで活動していたことを明かしている。趣味は映画鑑賞。

## 作品
- 千城家の事情（双葉社　2004年4月28日）ISBN 4-575-82966-8[2]
- 恋の山手線ゲーム（双葉社　2004年11月27日）ISBN 4-575-83033-X
- きもちいいくに（双葉社　2008年11月12日）ISBN 978-4-575-83549-6
- 奥様はネトア!!（双葉社　2009年8月28日）ISBN 978-4-575-83665-3
- ぷるるんワンダーランド（日本文芸社　2009年11月18日）ISBN 4537125268
- ぐっちゅん引っ越し隊（双葉社　2010年6月28日）ISBN 978-4-575-83784-1
- 超乳 for You（双葉社　2011年06月10日）ISBN 978-4-575-83917-3
- アトリエのエマ（双葉社　2012年04月28日）ISBN 978-4-575-84068-1
- ヤレるアプリ（双葉社 エンジェル出版　2013年3月5日）ISBN 4873064953

### 連載作品
- 爆射!!弓道MEN（双葉社　2000年8月～12月発行　全2巻）
- ぷるるんゼミナール（双葉社　2001年3月～2002年5月発行　全6巻）
- ジェット上司（双葉社　2002年9月～12月発行　全2巻）
- 天使のおつとめ（双葉社　2003年2月～2003年2月発行　全2巻）
- 桜通りの女神（双葉社　2005年3月～2006年11月発行　全3巻）
- セクハラマン（双葉社　2005年6月～2007年3月発行　全3巻）
- ラブホなお仕事（双葉社　2010年6月～2011年2月発行　全3巻）
- 紀元前1万年のオタ（双葉社 エンジェル出版　2014年8月～2016年4月発行　全3巻）
- 西暦2200年のオタ（双葉社 エンジェル出版　2017年11月～2018年10月発行　全3巻）

## 村上茂雄 名義の作品
- 花寿司の幸　1（双葉社　2014年1月）[3]
- 花寿司の幸　2（双葉社　2014年1月）
- 花寿司の幸　3（双葉社　2014年1月）
- 花寿司の幸　4（双葉社　2014年1月）
- 花寿司の幸　5（双葉社　2014年1月）
- 石巻からの復興情報コミック『マンガッタン＝デジタル』Vol.2（KADOKAWA　2021年3月11日）共著:里中満智子、わたせせいぞう、姫川明輝、北川玲子、井上きみどり、つだゆみ、倉田よしみ、南久美子[4]